# Turco (Bolivia)
Turco è un comune (municipio in spagnolo) della Bolivia nella provincia di Sajama (dipartimento di Oruro) con 3.718 abitanti (dato 2010).

## Cantoni
Il comune è suddiviso in 3 cantoni.
- Chachacomani
- Cosapata
- Turco